# Jürgen Hinrich Winter
Jürgen Hinrich Winter (* 3. Juli 1726 in Lübeck; † vor 1791 ebenda) war ein deutscher Klavierbauer, Sohn des Klavierbauers Johann Conrad Winter und Vater des Klavierbauers Johann Hinrich Winter, beide in Lübeck.

## Leben
Jürgen Hinrich Winter lernte in der Werkstatt seines Vaters Johann Conrad Winter, zusammen mit seinem zwei Jahre jüngeren Bruder Leonard Conrad Winter. Er heiratete 1771 Maria Catharina Wulf. Nach dem Tod seines Vaters im Jahr 1777 führte Jürgen Hinrich den Betrieb weiter, zusammen mit dem Klavierbauer Christian Hinrich Meyers. Jürgen Hinrich starb vor 1791, wonach sein Sohn Johann Hinrich Winter den Betrieb fortsetzte, gemeinsam mit dem Kompagnon Christian Hinrich Meyers. Christian Hinrich starb vor 1798. Johan Hinrich starb 1801. Ein Jahr später heiratete seine Witwe den Klavierbauer Johann Diedrich Rädecker, womit der Betrieb in den Besitz der Familie Rädecker überging.
Siehe für die vollständige Geschichte der Klavierbauer Winter–Meyers–Rädecker–Lunau →  Johann Diedrich Rädecker